# Мураловка (Неклиновский район)
Мураловка — хутор в Неклиновском районе Ростовской области.
Входит в состав Носовского сельского поселения.

## Население
| 2010 |
| ---- |
| 36   |

## Улицы
На хуторе имеется одна улица — Миусская.